# Lugdunum Batavorum
|  | Per a altres significats, vegeu «Lugdunum (desambiguació)». |

Lugdunum Batavorum (en grec antic Λουγόδεινον, segons Claudi Ptolemeu) és el nom llatí de la moderna Leiden a l'actual província de l'Holanda del Sud als Països Baixos. El seu nom testimonia el seu origen celta, ja que significa Lugdunum dels bataus.
Els Itinerarium romans indiquen una via que anava d'aquesta ciutat fins a Colònia, al llarg del Rin. Seguia la conca del Rin des del llac de Constança fins a les platges sorrenques del Mar del Nord. L'Itinerari d'Antoní posa davant del nom de Lugdunum les paraules "Caput Germaniarum", que evidentment no volen dir la capital de la Germània, sinó que era el punt on s'iniciaven la Germània Superior i la Germània Inferior.
S'han trobat algunes restes romanes a la rodalia i una inscripció del temps de Septimi Sever.